# بوشيني خادع
بوشيني خادع (الاسم العلمي: Puccinia fallax) هو نوع من الفطريات يتبع جنس البوشيني من فصيلة البوشينية.